# Acroporium procumbens
Acroporium procumbens là một loài Rêu trong họ Sematophyllaceae. Loài này được (Broth. & Paris) Broth. mô tả khoa học đầu tiên năm 1925.